# 게이요 지진
게이요 지진(일본어: 芸予地震)은 세토 내해의 아키나다에서 발생하는 지진이다. 주요 지진은 1905년과 2001년에 발생하고있다.

## 1905년 게이요 지진
1905년 게이요 지진은 1905년 6월 2일에 발생한의 지진이다. 지진 규모는 M71⁄4 (M7.2). 히로시마현 남부, 에히메현 북부에서 피해가 컸다. 건물이 붕괴하고 철도, 수도, 제방 등이 큰 피해를 입었다. 이 지진으로 11명이 사망하고, 177명이 부상했다. 대한민국에서도 인천 등에서 흔들림이 관측되었다.

## 2001년 게이요 지진
2001년 게이요 지진은 2001년 3월 24일에 발생한 지진이다. 지진 규모는 M6.7. 히로시마현의 히가시히로시마시, 오사키정, 구마노정에서 진도6약 (일본 기상청 진도 계급)를 관측했다. 대한민국에서도 부산 등에서 진도3~4의 흔들림을 관측했다.
| 진도 | 도도부현                 |
| ---- | ------------------------ |
| 6약  | 히로시마현               |
| 5강  | 야마구치현 에히메현      |
| 5약  | 시마네현 고치현 오이타현 |

| 피해     | 피해  |
| -------- | ----- |
| 사망자   | 2명   |
| 부상자   | 288명 |
| 가옥전괴 | 69건  |

## 같이 보기
- 일본의 지진 목록